# King Kong (comédie musicale)
Pour les articles homonymes, voir King Kong (homonymie).
King Kong est, en 1959, une comédie musicale sud-africaine marquante influencée par le jazz. Fruit d'une collaboration entre Noirs et Blancs, en plein régime d'apartheid, elle a connu un succès important en Afrique du Sud, les représentations tournant dans le pays pendant deux ans, avant d'être présentée à Londres.

## Historique
Créée initialement à Johannesbourg le 2 février 1959 dans une salle de l'Université du Witwatersrand, la comédie musicale connaît un succès immédiat, provoquant l'euphorie d'un public multi-racial,,. Le journal The Star la qualifie à l'époque de « plus grande émotion en 20 ans de théâtre sud-africain ». Le spectacle tourne à travers toute l'Afrique du Sud pendant deux ans et bat des records en termes de public, 200 000 spectateurs, avant de se produire à Londres en 1961,.
En 2017, une troupe sud-africaine, le Fugard Theatre a recréé cette comédie musicale et l'a jouée à Johannesbourg jusqu’au 8 octobre, puis au Cap de décembre à mars 2018, avant d'effectuer une tournée internationale,,,.

## Auteurs
La musique et certaines paroles pour King Kong sont écrites par le pianiste, compositeur et journaliste sud-africain Todd Matshikiza. Les paroles sont de Pat Willams et le livret de Harry Bloom. La réalisation du spectacle est dirigée par Leon Gluckman avec l'orchestration et les arrangements du pianiste Sol Klaaste, du saxophoniste ténor Mackay Davashe, du saxophoniste alto Kippie Moeketsi et du compositeur Stanley Glasser. Le chorégraphe est Arnold Dover. Le décor et les costumes sont dessinés par Arthur Goldreich, un architecte communiste juif et concepteur visuel (qui a ensuite été arrêté dans le cadre de la répression du mouvement anti-apartheid),.

## Synopsis
Le spectacle met en scène le parcours d'un boxeur poids lourd de Soweto, Ezekiel Dlamini, surnommé King Kong. Né en 1921, sa vie a dégénéré, après des résultats fulgurants dans les compétitions de boxe, sombrant dans l'alcoolisme et la violence,  dans les townships. Il poignarde sa petite amie, Joyce, demande la peine de mort pendant son procès et est condamné à 14 ans de travaux forcés. On l'a retrouvé noyé, à 36 ans, en 1957,.

## Distribution de 1959
Cette comédie musicale lance à un niveau international la carrière de Miriam Makeba, qui interprète Joyce. Le rôle ptrincipal masculin est joué par Nathan Mdledle, membre d'un groupe vocal Manhattan Brothers auquel participe également Miriam Makeba. Parmi les autres acteurs (il y en a 72) peuvent être cités Caiphus Semenya, Sophie Mgcina, Letta Mbulu, ou encore les musiciens Hugh Masekela et Thandi Klaasen,,.